# Département Seine-Maritime
Das Département Seine-Maritime [sɛnmaʀiˈtim] ist das französische Département mit der Ordnungsnummer 76. Es liegt im Norden des Landes in der Region Normandie und ist nach dem Fluss Seine und seiner maritimen Lage benannt.

## Geographie
Das Département Seine-Maritime grenzt im Süden an das Département Eure, mit dem es die Region Haute-Normandie bildete, im Westen und Norden an den Ärmelkanal und im Osten an die Départements Somme und Oise der Region Hauts-de-France.
Wichtigster Fluss ist die Seine, die bei Le Havre in den Ärmelkanal mündet.

## Wappen
Beschreibung: In Rot zwei laufende goldene hersehende blaugezungte und blaubewehrte Löwen durch einen weißen Wellenbalken getrennt.

## Geschichte
Das Département wurde 1792 unter dem Namen Seine-Inférieure gegründet und bestand aus den sieben Bezirken Cany, Caudebec-en-Caux, Dieppe, Gournay, Montivilliers, Neufchâtel, Rouen. 1800 wurden die Arrondissements Dieppe, Le Havre, Rouen, Neufchâtel und Yvetot gegründet, die beiden letztgenannten wurden 1926 aufgelöst. Im Jahr 1955 erhielt das Département seinen heutigen Namen Seine-Maritime.
Von 1960 bis 2015 gehörte es der Region Haute-Normandie an, die 2016 in der Region Normandie aufging.

## Städte
Die bevölkerungsreichsten Gemeinden des Départements Seine-Maritime sind:
| Stadt                    | Einwohner (2022) | Arrondissement |
| ------------------------ | ---------------- | -------------- |
| Le Havre                 | 166.462          | Le Havre       |
| Rouen                    | 116.331          | Rouen          |
| Dieppe                   | 28.599           | Dieppe         |
| Sotteville-lès-Rouen     | 29.039           | Rouen          |
| Saint-Étienne-du-Rouvray | 28.653           | Rouen          |
| Le Grand-Quevilly        | 25.954           | Rouen          |
| Le Petit-Quevilly        | 21.935           | Rouen          |
| Mont-Saint-Aignan        | 20.188           | Rouen          |
| Fécamp                   | 17.961           | Le Havre       |
| Elbeuf                   | 15.774           | Rouen          |

## Verwaltungsgliederung
Das Département Seine-Maritime gliedert sich in 3 Arrondissements, 35 Kantone und 707 Gemeinden:
| Arrondissement             | Kantone | Gemeinden | Einwohner 1. Januar 2022 | Fläche km² | Dichte Einw./km² | Code INSEE |
| -------------------------- | ------- | --------- | ------------------------ | ---------- | ---------------- | ---------- |
| Dieppe                     | 7       | 342       | 232.105                  | 3.120,18   | 74               | 761        |
| Le Havre                   | 12      | 149       | 384.798                  | 1.221,23   | 315              | 762        |
| Rouen                      | 18      | 216       | 643.302                  | 1.936,45   | 332              | 763        |
| Département Seine-Maritime | 35      | 707       | 1.260.205                | 6.277,86   | 201              | 76         |

Siehe auch:

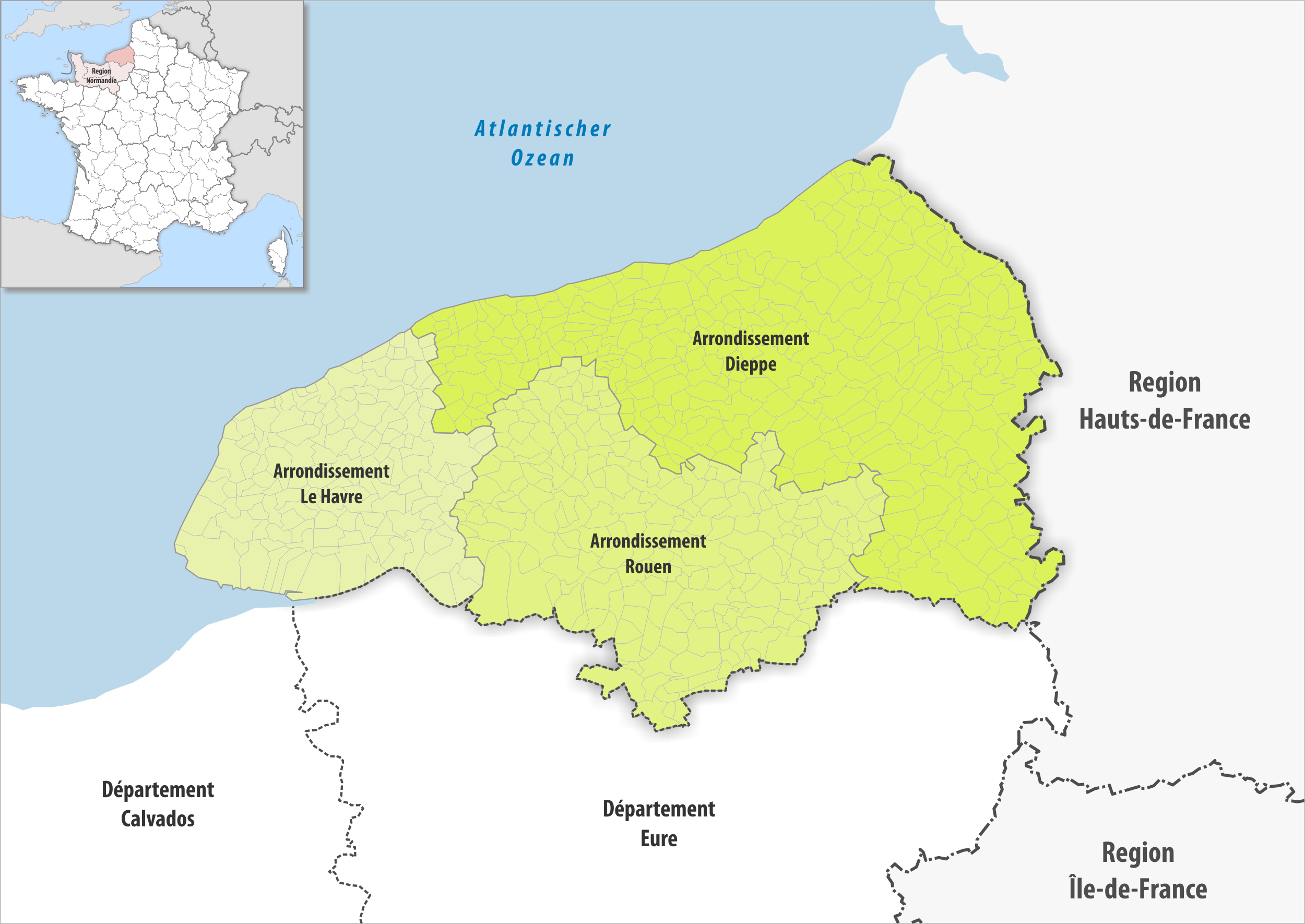
Gemeinden und Arrondissemente im Département Seine-Maritime

- Liste der Gemeinden im Département Seine-Maritime
- Liste der Kantone im Département Seine-Maritime
- Liste der Gemeindeverbände im Département Seine-Maritime

## Kultur und Sehenswürdigkeiten
Beeindruckende Klippen an der Alabasterküste der Normandie, viel Grün im Pays de Caux, Apfelbäume und normannische Reetdachhäuser bestimmen hier das Landschaftsbild des Départements Seine-Maritime. Rouen ist die Hauptstadt der Oberen Normandie. Insgesamt besteht die Métropole Rouen Normandie aus 71 Kommunen und zählt 494.400 Einwohner. Durch das Departement Seine-Maritime zieht sich das Flusstal der Seine, die hier in großen Mäandern fließt. Ebenfalls an der Seine befindet sich die Abtei von Jumièges, die Victor Hugo als die schönste Ruine Frankreichs beschrieb. In den Restaurants dieser Gegend kann man die folgenden kulinarischen Spezialitäten kosten: Neufchâtel-Käse aus der gleichnamigen Stadt, Hering aus Le Tréport, Forellen und Lachs aus der Bresle, Fischsuppe aus Dieppe, Ente „à la rouennaise“.

## Klima
|                        | Jan | Feb | Mär | Apr | Mai  | Jun  | Jul  | Aug  | Sep  | Okt  | Nov | Dez |   |      |
| Mittl. Temperatur (°C) | 4,5 | 4,5 | 6,0 | 8,5 | 11,5 | 14,0 | 16,0 | 16,5 | 15,0 | 11,5 | 7,5 | 5,5 | ⌀ | 10,1 |
| Mittl. Tagesmax. (°C)  | 7   | 7   | 9   | 11  | 15   | 17   | 19   | 20   | 19   | 15   | 10  | 8   | ⌀ | 13,1 |
| Mittl. Tagesmin. (°C)  | 2   | 2   | 3   | 5   | 8    | 11   | 13   | 13   | 11   | 8    | 5   | 3   | ⌀ | 7    |
|                        |     |     |     |     |      |      |      |      |      |      |     |     |   |      |
| Niederschlag (mm)      | 65  | 57  | 52  | 45  | 53   | 55   | 60   | 65   | 75   | 77   | 92  | 75  | Σ | 771  |
|                        |     |     |     |     |      |      |      |      |      |      |     |     |   |      |
| Regentage (d)          | 12  | 11  | 11  | 10  | 10   | 8    | 9    | 10   | 11   | 10   | 13  | 12  | Σ | 127  |
|                        |     |     |     |     |      |      |      |      |      |      |     |     |   |      |
| Wassertemperatur (°C)  | 9   | 7   | 7   | 9   | 11   | 13   | 16   | 17   | 16   | 15   | 13  | 11  | ⌀ | 12   |

| 2 |

| 2 |

| 3 |

| 5 |

| 8 |

| 11 |

| 13 |

| 13 |

| 11 |

| 8 |

| 5 |

| 3 |

| 2 |

| 2 |

| 3 |

| 5 |

| 8 |

| 11 |

| 13 |

| 13 |

| 11 |

| 8 |

| 5 |

| 3 |

| N i e d e r s c h l a g | 65  | 57  | 52  | 45  | 53  | 55  | 60  | 65  | 75  | 77  | 92  | 75  |
|                         | Jan | Feb | Mär | Apr | Mai | Jun | Jul | Aug | Sep | Okt | Nov | Dez |

Tage pro Jahr mit
- Regenfällen über 1 mm: 125
- Frost: 37
  - Erster Frost: 14. November
  - Letzter Frost: 10. April
- Schnee: 9
- Gewitter: 11
- Hagel: 4

Stand: 1991